# Jassargus firmus
Jassargus firmus är en insektsart som beskrevs av Logvinenko 1966. Jassargus firmus ingår i släktet Jassargus och familjen dvärgstritar. Inga underarter finns listade i Catalogue of Life.